# Eil Malk
Eil Malk oder Mecherchar ist die Hauptinsel der Mecherchar-Inseln, einer Inselgruppe des westpazifischen Inselstaats Palau im Archipel der Palauinseln. Sie liegt 23 Kilometer südwestlich von Koror nahe dem östlichen Außenriff von Palau.
Die dicht bewaldete Insel hat in etwa die Form eines Y, ist bis zu 6 km lang und 4,5 km breit. Die Flächenausdehnung beträgt 9,1 km². Auf Eil Malk befinden sich über zehn marine Seen, wovon der Quallensee im Südosten der Insel der bekannteste ist.